# 다닐루 아우메이다 아우비스
다닐루 아우메이다 아우비스(포르투갈어: Danilo Almeida Alves 1991년 4월 11일 ~ )는 다닐루 아우비스라고도 불리는 브라질의 축구 선수로, 포지션은 공격수이다. 2021년 현재 카자흐스탄 프리미어리그의 FC 키질자르 소속이다. K리그 등록명은 다닐로이다.